# Marwitzia
Marwitzia is een geslacht van vlinders van de familie grasmotten (Crambidae), uit de onderfamilie van de Spilomelinae. De wetenschappelijke naam voor dit geslacht is voor het eerst gepubliceerd in 1917 door Max Gaede.

## Soorten
- M. centiguttalis Gaede, 1917
- M. costinigralis Maes, 1998
- M. dichocrocis (Hampson, 1913)